# Ann Peel
Ann Peel (ur. 27 lutego 1961) – kanadyjska lekkoatletka specjalizująca się w chodzie sportowym.

## Sukcesy sportowe
- dziesięciokrotna mistrzyni Kanady: siedmiokrotnie w chodzie na 10 kilometrów (1980, 1981, 1982, 1984, 1986, 1987, 1988) oraz trzykrotnie w chodzie na 20 kilometrów (1983, 1984, 1986)[1]

| Rok  | Miasto       | Zawody                    | Konkurencja    | Wynik         |
| ---- | ------------ | ------------------------- | -------------- | ------------- |
| 1985 | Paryż        | Światowe igrzyska halowe  | chód na 3000 m | brązowy medal |
| 1987 | Indianapolis | Halowe mistrzostwa świata | chód na 3000 m | brązowy medal |
| 1987 | Rzym         | Mistrzostwa świata        | chód na 10 km  | 8. miejsce    |
| 1987 | Zagrzeb      | Uniwersjada               | chód na 5000 m | brązowy medal |
| 1987 | Indianapolis | Igrzyska panamerykańskie  | chód na 10 km  | srebrny medal |
| 1989 | Budapeszt    | Halowe mistrzostwa świata | chód na 3000 m | 7. miejsce    |

## Rekordy życiowe
- chód na 3000 metrów (hala) – 12:32,34 – Budapeszt 04/03/1989 –
- chód na 10 kilometrów – 45:06 – Nowy Jork 03/05/1987